# Minh Đức Triều Tâm Ảnh

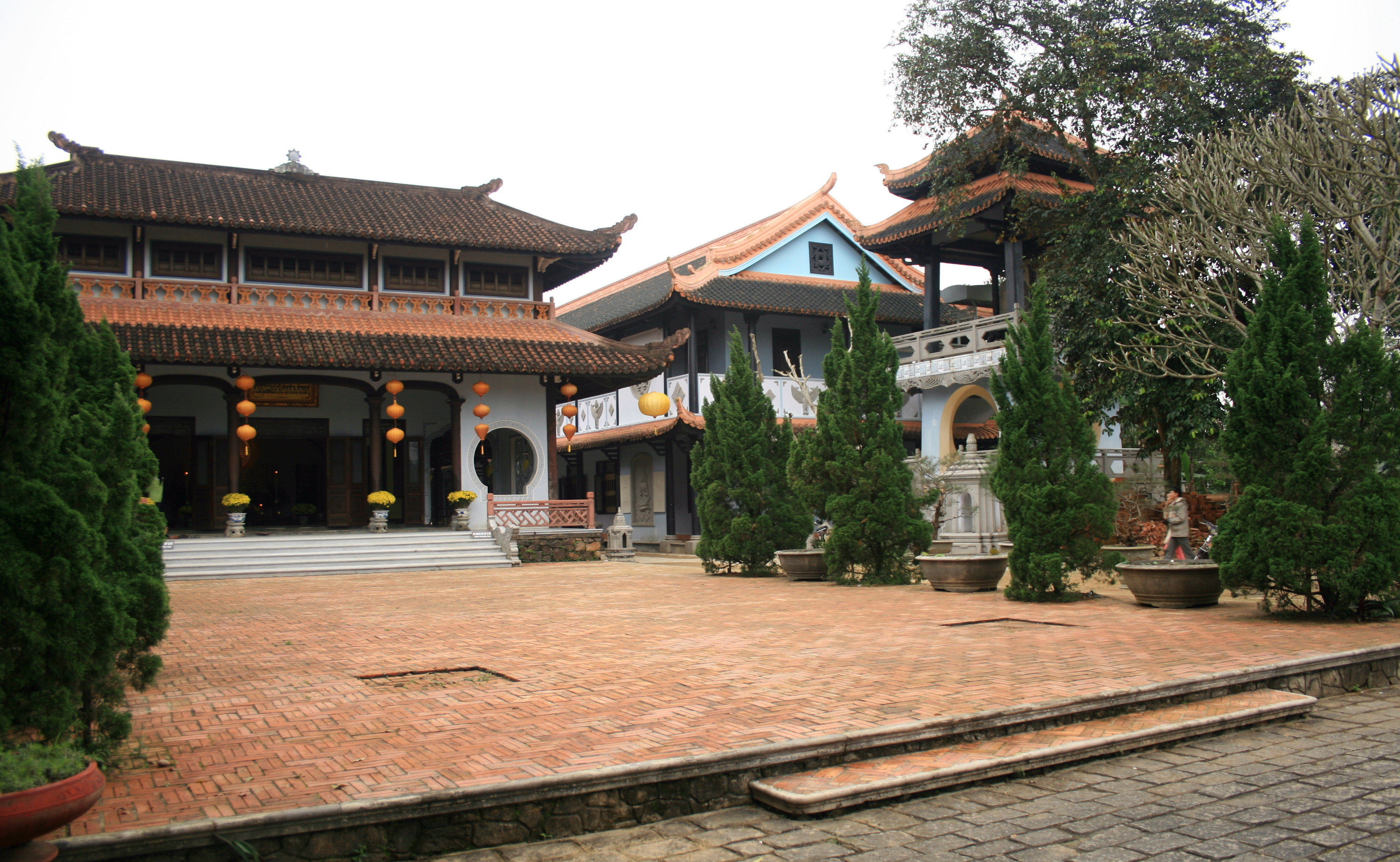
Chùa Huyền Không

Minh Đức Triều Tâm Ảnh là bút hiệu của tỳ kheo Giới Đức, là một trong những người sáng lập ra chùa Huyền Không (Huế) từ mái chùa lá ở đèo Hải Vân trước năm 1978. Ông là một nhà sư thông thạo thơ văn, hội họa và trang trí mỹ thuật và là một cao thủ cờ tướng từng đánh bại một số kì thủ quốc gia . Đồng thời ông cũng là một trong những người nổi tiếng về nghệ thuật thư pháp tại Việt Nam những năm cuối thế kỷ 20 đầu thế kỷ 21.

## Cơ duyên và hành trạng
Hòa thượng thế danh Nguyễn Duy Kha sinh ngày 19 tháng 7 năm 1944 tại Dạ Lê thượng, huyện Hương Thuỷ, Thừa Thiên Huế. Cha là cụ ông Nguyễn Duy Hoan và mẹ là cụ bà Nguyễn Thị Sừng.
Hoà thượng có pháp danh là Giới Đức [bút hiệu Minh Đức Triều Tâm Ảnh] đã tu tập sự tại chùa Từ Quang [Bắc Tông]- Huế từ năm 1970-1971. Năm 1972 ông vào chùa Tam Bảo-Đà Nẵng hỏi đạo hòa thượng Giới Nghiêm, thuộc [Nam Tông]. Năm 1973 ông vào Tam Bảo thiền viện tại Núi Lớn, Vũng Tàu làm giới tử rồi xuất gia sa-di ở đây - ngài hòa thượng Giới Nghiêm cho pháp danh là Giới Đức [Sīlaguna]. Sau mùa an cư năm 1973 ông theo thầy vào ở chùa Phật Bảo, Phú Thọ Hòa, Gia Định. Cuối năm 1974, ông về ở chùa Huyền Không tại chân đèo Hải Vân Lăng Cô, Lộc Hải, Phú Lộc, ngôi chùa do ngài Viên Minh sáng lập cùng với chư huynh đệ là sư Tịnh Pháp, sư Trí Thâm, sư Tấn Căn. Năm 1976, ngài Viên Minh vào làm Tổng thư ký hệ phái Nguyên Thủy tại chùa Kỳ Viên, Bàn Cờ, Sài Gòn - nên đề cử ông giữ chức vụ trụ trì chùa Huyền Không. 
Năm 1977,ngày 17 tháng 2, lúc 9 giờ 58 phút, ông được thọ đại giới tỳ-khưu tại chùa Tam Bảo - Đà Nẵng, thầy bổn sư tế độ là hòa thượng Giới Nghiêm, thầy Yết-ma là đại đức Giới Hỷ. 
Tháng 11 năm 1978, chùa Huyền Không được di dời từ Hải Vân, Lăng Cô về thôn Nham Biều, xã Hương Hồ, huyện Hương Trà, tỉnh Thừa thiên Huế. Thượng tọa trụ trì ở đây được 10 năm, đã thiết kế được một không gian vườn cảnh đậm tính chất thiền, với tranh tre nứa lá giản dị, với thiên nhiên hoa cỏ thơ mộng rất phù hợp với tâm hồn tao nhân, mặc khách. Năm 1988-1999, hưởng ứng phong trào trồng cây xanh, Thượng tọa xin tỉnh và sở Lâm nghiệp giao cho 54 ha 4 đất trống đồi trọc để trồng rừng. Đầu năm 1992, Thượng tọa mới chính thức vào ở hẳn trong núi Hòn Vượn, bàn giao chùa Huyền Không cho đại đức Pháp Tông làm trụ trì. Hình ảnh ngôi chùa bề thế hiện nay ở Huyền Không là công sức và tài năng kiến tạo của đại đức Pháp Tông. 
Năm1989,Thượng tọa vận động hiệp hội Schmitz thông qua Tiến sĩ Thái Kim Lan tại Đức xây cầu Bạch Yến thuộc thôn Nham Biều, xã Hương Hồ, huyện Hương Trà, tỉnh Thừa Thiên Huế giúp địa phương quanh vùng thuận lợi trong việc giao thông đi lại. Đây là một công tác xã hội có ý nghĩa lớn tại Huế vào thời bấy giờ. 
Từ năm 1989 đến nay, Thượng tọa là Sư trưởng Huyền Không Sơn Thượng. Tại cơ sở mới này, năm 2007, Thượng tọa lại trao đổi trực tiếp với ông Giám đốc điều hành Hiệp hội Schmitz để xây cầu Sơn Thượng - rồi vận động xã, huyện và tỉnh làm thêm con đường bê-tông 1 km đi vào tổ 7 thôn Chầm, khá tiện ích cho nhân dân khai thác những khu rừng trồng từ lâu không có lối đi. Là tu sĩ, lại là người yêu Cái Đẹp, Thượng tọa tiếp tục thiết kế vườn cảnh, xây dựng cốc liêu, sáng tác thơ văn và góp phần đào tạo Tăng tài cho Phật giáo Nguyên thủy Việt Nam.

## Huyền Không Sơn Thượng
Bài chi tiết Huyền Không Sơn Thượng
Huyền Không Sơn Thượng được Thượng tọa Giới Đức khai sơn năm 1989, toạ lạc dưới chân núi Hòn Vượn ở vùng Chầm thuộc sơn phận xã Hương Hồ, giáp với xã Hương An, huyện Hương Trà, Thừa Thiên Huế.

## Tác phẩm Văn học Phật giáo
Thượng tọa Giới Đức (Minh Đức Triều Tâm Ảnh) là nhà thơ có tên tuổi ở đất thần kinh và đã xuất bản nhiều tập thơ. Ông cũng là nhà văn rất nổi tiếng trong giới Phật giáo; những tác phẩm của ông chẳng những có giá trị trong giới Phật học trong và ngoài nước mà còn đóng góp không nhỏ cho nền văn chương, văn học của Việt Nam.
Những tác phẩm tiêu biểu:
- Chèo vỡ sông trăng (Tập thơ - Nhà xuất bản Thuận Hóa)
- Kinh lời vàng (Phổ thơ kinh Pháp cú - Nhà xuất bản Thuận Hóa)
- Ngàn xưa hương Bối (Hai tập truyện cổ Phật giáo - Nhà xuất bản Tôn Giáo)
- Một cuộc đời - một ngôi sao (Cuộc đời ngài Sàriputta - Nhà xuất bản Tôn Giáo)
- Hành hương tâm linh (Truyện dài tư tưởng - Nhà xuất bản Phương Đông)
- Phật học tinh yếu (Tập I - Nhà xuất bản Phương Đông)
- Đá trắng chiêm bao (Tập thơ - Nhà xuất bản Thuận Hóa)
- Tình Mẹ - mùa báo hiếu (Tập thơ - Nhà xuất bản Thuận Hóa)
- Đóa hồng vàng cửa Phật (Tập thơ - Nhà xuất bản Phương Đông)
- Lửa lạnh non thiêng (Tập thơ - Nhà xuất bản Thuận Hóa)
- Chữ cháy bờ lau (Tập thơ - Nhà xuất bản Thuận Hóa)
- Giun dế, hư vô và hạt lửa xanh (Tập thơ - Nhà xuất bản Văn Học)
- Sử Phật giáo Ấn Độ và Trung Quốc (Tập I - Nhà xuất bản Thuận Hóa)
- Bức tranh thay đổi thế giới (Tập truyện ngắn - Nhà xuất bản Phương Đông)
- Một cuộc đời - Một Vầng Nhật Nguyệt (Bộ Đại sử Đức Phật Sàkya Muni - Tập I,II,III - 1500 trang - Nhà xuất bản Văn Học)
- Người trồng hoa và chàng tu sĩ (Tập truyện ngắn - Nhà xuất bản Phương Đông)
- Chuyện cửa Thiền (Tập truyện - Nhà xuất bản Cảo Thơm)
- Mi Tiên vấn đáp (Hiệu chính - Nhà xuất bản Văn Học)
- Thắp lửa tâm linh (Truyện danh tăng - Tập I,II - Nhà xuất bản Thời Đại)
- Tiếng hú trên đỉnh cô phong (Tiểu luận, tạp luận văn học - Nhà xuất bản Văn Học)
- 38 pháp hạnh phúc (Hiệu đính - Nhà xuất bản Tôn Giáo)
- Bụi,trăng và lửa (Tập thơ 1100 trang - Nhà xuất bản Văn Học)
- Phật học tinh yếu (Tập 2 - Nhà xuất bản Phương Đông)